# Manuel Franco
Manuel Franco (Concepción, 9 de julho de 1871 – Assunção, 5 de junho de 1919) foi um advogado, magistrado e político paraguaio, presidente do país de 15 de agosto de 1916 até 5 de junho de 1919, quando morreu. Foi sucedido, constitucionalmente, pelo seu vice-presidente, José Pedro Montero.

## Infância e Juventude
O Dr. Manuel Franco nasceu em Concepción em 9 de junho de 1871 na época do governo de Cirilo Antonio Rivarola. Manuel era filho de Josefa Antonio Franco e foi baptizado na Igreja da Conceição pelo Padre Evaristo Serrano.
Nunca se casou, mas durante sua vida teve quatro filhos: Evaristo, Fernando, María Ana e Manuel Franco Jr.
Depois de concluir os estudos elementares, o jovem Manuel, acompanhado de sua tia Trifona Franco de Isnardi, viajou para Assunção para continuar seus estudos. Ele entrou na Escola Nacional como interno.
Mudou-se para a Capital em 1891. Foi bolsista de Adolfo Riquelme e Eugenio A. Garay. Ele foi para a faculdade de direito, onde obteve o doutorado.

## Carreira
Seus recursos limitados o forçaram, durante seus estudos universitários, a aceitar cargos burocráticos.
Em 1893 foi nomeado 1º funcionário do Secretário Geral de Contabilidade da Nação e em 1894 Escriturário da mesma instituição.
Apesar de sua posição liberal em relação à política, ele seguiu carreira na administração pública.
Em agosto de 1899, integra o Conselho Nacional de Educação, junto com Manuel Domínguez. O presidente Escurra nomeou-o, em junho de 1903, diretor do Colegio Nacional de la Capital, cargo que ocupou até sua substituição em 1907 por Cleto Romero.
Em maio de 1905, ele se tornou parte da comissão encarregada de investigar o regime de governo do Colorado (um partido político) após sua derrubada. Outros membros desta comissão foram Gerónimo Zubizarreta e Francisco Rolón.
Durante o governo de Emiliano González Navero, Manuel foi nomeado Ministro da Justiça e, em 1908, Ministro do Interior.
Meses depois tornou-se Diretor do Banco Agrícola e em 1910 obteve o mandato do Supremo Tribunal de Justiça, junto com Francisco C. Chávez e Manuel Burgos.
Em 1912 foi senador da nação. Em 1913, tornou-se Diretor do Ministério Público e em 1916 voltou a ocupar seu lugar no Senado.
Sua atuação na política foi resultado de suas constantes interações com pessoas renomadas no meio intelectual. Ele fazia parte de um grupo radical do Liberalismo (um partido político) e teve Manuel Gondra como seu mentor.
Em 1911, junto com Gondra, Schaerer, Montero e Emiliano González Navero, fazia parte do Conselho Revolucionário em Pilar, Ñeembucú.
Terminada a Grande Guerra, nas circunstâncias da ruína total, novos fatores começaram a operar, alguns deles bons para a continuidade e expansão da cultura e da educação. Segundo Josefina Plá, dois fatores contribuíram: o retorno de uma minoria de paraguaios instruídos que estavam no exterior e que formariam a classe dirigente, e a imigração, com pessoas que vieram ao país e participaram ativamente da reconstrução cívica do país.

## Carreira docente
Ele sempre se preocupou com as falhas do sistema educacional. Como professor, ele se dedicou a utilizar seus conhecimentos para aplicá-los ao ensino.
Foi professor de Direito Cívico e Moral do Colegio Nacional de la Capital e da Faculdade de Direito da Universidade Nacional de Assunção, onde também lecionou Direito Civil. Ele também foi Reitor da Universidade em 1912.

## Governo
Assumiu a Presidência do Paraguai em 15 de agosto de 1916 - até 5 de junho de 1919. Foi candidato pelo Partido Liberal e recebeu o cargo de Eduardo Scharer. O Vice-Presidente que o acompanhou foi José P. Montero..
O Paraguai adquiriu prestígio diplomático graças à designação do povo que nomeou representantes do país. Foram eles: Manuel Gondra nos Estados Unidos e México, Fulgencio R. Moreno na Bolívia e Cecilio Báez na Europa.
Ele traçou objetivos em seu governo, priorizando a educação profissional, a reforma agrária, a implementação do voto secreto e a fixação do valor da moeda.
Não descuidou do tema educação, sobre isso favoreceu o plano educacional de 1904 e anos depois a lei que regulamentava o pagamento do professor.
Ele prestou atenção na aparência de Assunção e transformou o grande mercado em praça pública.
Ele formou um gabinete ministerial de primeira classe, selecionando os mais notáveis da inteligência na política paraguaia: Luis A. Riart, Manuel Gondra, Félix Paiva, Eligio Ayala e Ernesto Velázquez. Ele agiu com imparcialidade e nomeou os republicanos também para cargos públicos.
Seu governo se destacou por sua capacidade e honestidade.

## Morte
Manuel morreu de infarto, no cargo em 5 de junho de 1919 e o Vice-Presidente José P. Montero assumiu a Presidência.
A antiga rua Del Sol (depois chamada Espinoza e depois Villarrica) de Assunção recebe o nome de Presidente Franco (Presidente Franco). Esse também é o nome de uma das artérias mais importantes de Concepción; vai do porto à Avenida Pinedo.